# 興富海隆
興富海隆發展有限公司，曾是香港上市公司，信德集團旗下公司，1969年成立，曾是以「香港起重駁船有限公司」，業務當時應用貨櫃吊船運輸，之後開始轉為地產業務，然而，1986年，被信德集團合併。

## 外部連結
- 信德集團